# قائمة عمليات القوات المسلحة التركية في شمال العراق
شن الجيش التركي سلسلة من العمليات في شمال العراق ضد حزب العمال الكردستاني المدرج كمنظمة إرهابية دوليا من قبل عدد من الدول والمنظمات، بما في ذلك الولايات المتحدة وحلف شمال الأطلسي والاتحاد الأوروبي. قُتل أكثر من 37000 شخص في الصراع بين تركيا وحزب العمال الكردستاني منذ عام 1984.
بلغ العدد الإجمالي للقتلى الأتراك 273 فردًا من 22 ضابط صف و12 ضابط صف و176 جنديًا و27 من حراس القرى. أعلنت تركيا عن إصابة ما مجموعه 739 فردًا من 54 ضابط صف و48 ضابط صف و582 جنديًا و55 من حراس القرى. أعلنت تركيا أن إجمالي عدد المقاتلين الذين تم تحييدهم بلغ إجماليهم 8025 شخصًا، حيث تم قتل 6325 شخصًا وتم أسر 1700 شخصًا على قيد الحياة أو أصيبوا.

## عملية شمال العراق
| التاريخ                        | البلد  | العملية           | الأحزاب الموالية لتركيا                                         | الأحزاب المناهضة التركية | القوات الموالية التركية (جرحى) | القوات المناهضة التركية (أسرى) |
| ------------------------------ | ------ | ----------------- | --------------------------------------------------------------- | ------------------------ | ------------------------------ | ------------------------------ |
| 5 أكتوبر 1992 - 15 نوفمبر 1992 | العراق | عملية شمال العراق | تركيا · الاتحاد الوطني الكردستاني · الحزب الديمقراطي الكردستاني | حزب العمال الكردستاني    | 28 (125)                       | 1551 (1,232)                   |

| 20 مارس 1995 - 4 مايو 1995.     | العراق        | عملية الصلب                                        |  | 64 (185)  | 555 (13)    |          |          |           |            |                   |
| 12 مايو 1997 - 7 يوليو 1997     | العراق        | عملية المطرقة                                      |  | 114 (338) | 2,730 (415) |          |          |           |            |                   |
| 25 سبتمبر 1997 - 15 أكتوبر 1997 | العراق        | عملية الفجر                                        |  | 31 (91)   | 865 (37)    |          |          |           |            |                   |
| 21 فبراير 2008 - 29 فبراير 2008 | العراق        | عملية الشمس                                        |  | 27        | 240         |          |          |           |            |                   |
| 25 أبريل 2017                   | سوريا والعراق | الضربات الجوية التركية في سوريا والعراق أبريل 2017 |  | 0         | 70          |          |          |           |            |                   |
| 28 مايو 2019 حتى الآن           | العراق        | عملية المخلب (2019)                                |  | 6         | 96          | المجموع: | المجموع: | 501-501 + | 932 ~ 3155 | 7570-11602 (1737) |